# لوكون ستراتوس
لوكون ستراتوس (ロックオン・ストラトス) هو شخصية رئيسية في مسلسل الأنمي البدلة المتنقلة جاندام 00.
- الأداء الصوتي في الأنمي: شينيتشيرو ميكي (الياباني), أليكس زاهارا (الأنجليزي)